# Panic of Girls
Panic of Girls es el nombre del noveno disco de estudio de Blondie. Fue lanzado el 1 de junio de 2011 de forma independiente y distribuido por EMI. El primer sencillo fue "Mother".
La cantante de la banda, Deborah Harry, anunció que estaban trabajando en un nuevo disco de Blondie durante su gira del 30 aniversario del disco Parallel Lines, en 2008.
Para su promoción se realizaron las giras "Endangered Species World Tour 2010" y "Panic Of Girls Tour", en 2011, obteniendo una respuesta muy favorable por parte del público y la crítica.

## Información
Gran parte del material fue producido por Jeff Saltzman (The Killers) durante diciembre de 2009 y enero de 2010 en Woodstock, New York. De éstas sesiones la banda colgó en su página, para descargar gratuitamente, el sencillo navideño "We Three Kings", que fue acompañado por un video musical en el que tocan y juegan en un bosque. En mayo de 2010 se realizó una segunda sesión de producción junto a Kato Khandwala (Paramore, Drowning Pool) en Hoboken, New Jersey, de la que se obtuvieron dos canciones más: "Mother" y "The End, The End".
Se sabe por diferentes entrevistas a miembros de la banda, así como por datos que publicaron en Facebook, que durante las sesiones con Saltzman trabajaron en numerosos covers y demos, sumando unas 35 canciones. Por fuera de las 11 canciones de la edición estándar, otras cinco fueron usadas como bonus tracks ("Sleeping Giant", "End of the World", "Horizontal Twist" y versiones de "Mírame" de Grupo Pesadilla y "Please, Please Me" de The Beatles) y cinco más fueron publicadas para descarga gratuita entre 2011 y 2012 en las páginas web de la cantante o la banda ("Restless", "Bride of Infinity", "Dead Air", una versión de "Rock On" de David Essex y "Practice Makes Perfect"). Hubo un ensayo de "Don't Stop 'Til You Get Enough" de Michael Jackson, y la compañía de la banda subió un video desde el estudio en Youtube. Según Chris Stein, solo quedó en un demo.
Panic of Girls aborda, como es normal en los discos de Blondie, una gran diversidad de géneros musicales: además del pop-rock, electropunk, new wave, reggae, reguetón, chanson y ska. Como novedad, se incluyeron canciones en otros idiomas (español y francés). La mayoría de las letras son de Deborah Harry, y de acuerdo a Chris Stein, "they go further into the realm of poetry and literature" ("ellas van más allá en el área de la poesía y la literatura"). Entre los músicos invitados destacan Elliot Easton, de The New Cars (que toca la guitarra en "Love Doesn't Frighten Me") y Zach Condon, de Beirut (que toca la trompeta en "A Sunday Smile", "Wipe Off My Sweat" y "Le Bleu").
La portada fue realizada por el artista alemán y afincado en Holanda Chris Berens y se dio a conocer junto con el título con el relanzamiento de la página oficial de la banda.

## Lanzamiento
En junio de 2010 la banda comenzó la gira "Endangered Species", tocando en Reino Unido, Irlanda, Estados Unidos, Australia y Nueva Zelanda. En éstos conciertos dieron a conocer "D-Day", "Love Doesn't Frighten Me", "What I Heard", "The End, The End" y "Mother". En diciembre de 2010 "What I Heard" y "Girlie Girlie" fueron incluidas como bonus tracks de una reedición de Parallel Lines que acompañó al periódico británico Daily Mail. Ese mismo día Blondie dispuso una versión no definitiva de "Mother" en su página web. Paralelamente a la gira se fueron barajando distintas fechas de lanzamiento: junio, agosto, noviembre y diciembre de 2010 y enero de 2011.
Finalmente el disco salió en Reino Unido en una edición especial el 1 de junio de 2011. En los días siguientes aparecieron fechas para distintos países, tanto en versión estándar como con diversos bonus tracks. Se lanzaron dos singles: "Mother" (23 de mayo de 2011) y "What I Heard" (5 de agosto de 2011), sin mayor impacto comercial.

## Lista de canciones
| N.º | Título                     | Escritor(es)                                            | Duración |  |
| 1.  | «D-Day»                    | Deborah Harry, Barb Morrison, Charles Nieland           | 3:37     |  |
| 2.  | «What I Heard»             | Matt Katz-Bohen, Laurel Katz-Bohen                      | 3:15     |  |
| 3.  | «Mother»                   | Harry, Kato Khandwala, Ben Phillips                     | 3:09     |  |
| 4.  | «The End, the End»         | Harry, Khandwala, Phillips                              | 3:41     |  |
| 5.  | «Girlie Girlie»            | Anthony Davis, Lloyd Douglas, Steve Golding             | 3:25     |  |
| 6.  | «Love Doesn't Frighten Me» | Matt Katz-Bohen, Laurel Katz-Bohen                      | 3:18     |  |
| 7.  | «Words in My Mouth»        | Harry, Morrison, Nieland                                | 4:19     |  |
| 8.  | «Sunday Smile»             | Zach Condon                                             | 4:48     |  |
| 9.  | «Wipe Off My Sweat»        | Harry, Chris Stein, Matt Katz-Bohen, Paradise N. Efecto | 4:13     |  |
| 10. | «Le Bleu»                  | Stein, Gilles Riberolles                                | 4:28     |  |
| 11. | «China Shoes»              | Harry, Stein                                            | 4:21     |  |

| Edición japonesa |                    |                             |          |  |
| N.º              | Título             | Escritor(es)                | Duración |  |
| 12.              | «Please Please Me» | John Lennon, Paul McCartney | 2:00     |  |

| Edición Collector's Pack (Reino Unido) |                    |                                 |          |  |
| N.º                                    | Título             | Escritor(es)                    | Duración |  |
| 12.                                    | «Horizontal Twist» | Harry, Morrison, Nieland, Stein | 2:28     |  |
| 13.                                    | «Mírame»           | Grupo Pesadilla                 | 3:48     |  |

| Edición deluxe alemana (bonus tracks) |                    |              |          |  |
| N.º                                   | Título             | Escritor(es) | Duración |  |
| 12.                                   | «End of the World» | Harry, Stein | 5:48     |  |
| 13.                                   | «Sleeping Giant»   | Harry, Stein | 3:37     |  |

| Edición deluxe alemana (bonus CD) |                          |          |  |
| N.º                               | Título                   | Duración |  |
| 1.                                | «Mother» (Video musical) |          |  |
| 2.                                | «Photo Gallery»          |          |  |

## Créditos
- Debbie Harry - voz
- Chris Stein - guitarra
- Clem Burke - batería
- Leigh Foxx - bajo
- Paul Carbonara - guitarra
- Matt Katz-Bohen - teclado, piano, órgano
- Tommy Kessler - guitarra
- Elliot Easton - guitarra
- Zach Condon - trompeta

## Posicionamiento
| Listas (2011)                               | Mejor posición |
| ------------------------------------------- | -------------- |
| Belgian Heatseekers Albums Chart (Flanders) | 4              |
| Belgian Heatseekers Albums Chart (Wallonia) | 4              |
| Dutch Albums Chart                          | 62             |
| UK Albums Chart                             | 73             |